# Vuemme
Vuemme è un periodico mensile edito da Vuemme s.r.l., società produttrice prodotti per le automobili. Fondata nel 1993, la rivista divenne nota per i suoi calendari con modelle emergenti. I calendari  hanno contribuito a lanciare numerose showgirl nel panorama televisivo italiano come Magda Gomes, Belén Rodríguez, Nina Seničar, Mariana Rodríguez, Dayane Mello, oltre a modelle come Veronica Silva, Maylin Aguirre e Gracia de Torres.